# Through the Valley of Shadows
Through the Valley of Shadows è un film muto del 1914 diretto da Laurence Trimble.
Prodotto e distribuito dalla Hepworth, il film uscì in sala nel dicembre del 1914.